# Fracció mediant
En matemàtiques, la fracció mediant de dues fraccions
{\displaystyle {\frac {a}{c}}} i {\displaystyle {\frac {b}{d}}}
(on c > 0, d > 0) és
{\displaystyle {\frac {a+b}{c+d}}}
El numerador i el denominador de la fracció mediant són la suma dels numeradors i els denominadors de les fraccions donades, respectivament.
L'arbre de Stern-Brocot enumera tots els nombres racionals positius, representats per la seva fracció irreduïble, mitjançant la computació iterativa de la mediant d'acord amb un algorisme simple.